# Fairview (Texas)
Fairview es un pueblo ubicado en el condado de Collin, en el estado estadounidense de Texas. Forma parte del área metropolitana de Dallas-Fort Worth. En el Censo de 2010 tenía una población de 7.248 habitantes. Tiene una población estimada, a mediados de 2019, de 9,141 habitantes.

## Geografía
Fairview se encuentra ubicado en las coordenadas 33°8′26″N 96°36′49″O / 33.14056, -96.61361. Según la Oficina del Censo de los Estados Unidos, Fairview tiene una superficie total de 23.02 km², de la cual 22.98 km² corresponden a tierra firme y 0.04 km² es agua.

## Demografía
Según el censo de 2010, había 7.248 personas residiendo en Fairview. La densidad de población era de 322,11 hab./km². De los 7.248 habitantes, Fairview estaba compuesto por el 88.25% blancos, el 3.56% eran afroamericanos, el 0.62% eran amerindios, el 4.26% eran asiáticos, el 0% eran isleños del Pacífico, el 1.63% eran de otras razas y el 1.68% pertenecían a dos o más razas. Del total de la población el 6.21% eran hispanos o latinos de cualquier raza.